# Maria Hamberg
Maria Hamberg, född 28 november 1954 i byn Norrgällsta i Docksta, Kramfors kommun, är en svensk författare. 

## Biografi
På 1970-talet studerade Hamberg till läkare, men avbröt den utbildningen för att istället börja arbeta inom industrin. Efter tio år på olika metallindustrier som svetsare och plåtslagare i Luleå, flyttade hon 1988 till Stockholm. Där arbetade hon först i sju år på Konsums korvfabrik, innan hon tog anställning vid Scania i Södertälje. Om sina upplevelser som industriarbetare började hon skriva noveller, som först publicerades i fackförbundspressen och sedan i novellsamlingen På väg till natten (2002). Hon har därefter givit ut ytterligare en novellsamling och flera romaner.
Hamberg har även medverkat som krönikör på Dala-demokratens kultursidor.

## Priser och utmärkelser
- 1999 Föreningen Arbetarskrivares Fem Unga stipendium
- 2002 Botkyrka kommuns kulturstipendium
- 2008 Byggnads Kulturstipendium
- 2012 Ivar Lo-priset.[3] Maria Hamberg är bosatt i Ullånger i Kramfors kommun, Ångermanland.[4]
- 2018 Birger Norman-priset